# Skagerrak (dokumentarfilm)
|  | Denne artikel er oprettet af botten Steenthbot ud fra en ekstern database. Den kan derfor have sproglige fejl eller mangler. Denne skabelon kan fjernes efter kontrol af indholdet. |

 For alternative betydninger, se Skagerrak (flertydig). (Se også artikler, som begynder med Skagerrak)
Skagerrak er en dansk dokumentarfilm fra 2019 instrueret af Peter Alsted.

## Handling
Skagerrak følger SUP-atleten Casper Steinfaths forberedelser og mentale udvikling i hans forsøg på at blive den første i verden til at padle fra Danmark til Norge. I løbet af vinteren 2017 forsøgte Casper at krydse Skagerrak første gang. Men kun 12 km fra kysten, sank hans drøm i dybet. Et år senere forsøgte Casper at krydse Skagerrak igen. Anden gang lykkes det. Filmen er et indblik i den rejse, Casper gennemgår i året mellem de to forsøg. En rejse, der viser sig at handle om mere end at komme fra A til B, hvor broderskab og venskab kommer til at spille en afgørende rolle for at få et projekt af denne størrelse til at lykkes. Skagerrak er en inspirerende fortælling der handler om de drømme og håb, der lever inde i os alle. En film om modet til at begive sig ud mod horisonten.